# 東真土
東真土（ひがししんど）は、神奈川県平塚市に存在する町丁。現行行政地名は東真土一丁目から東真土四丁目。住居表示実施済み区域。

## 概要
東真土は、平塚市の中心である、平塚駅北口から北方向に移動した場所に位置する。同市内の大野地区の一つの地名である。当町の周辺は、西に西真土、南や東に四之宮、北に横内や田村と市内の他の町丁・大字と接している。

### 地価
住宅地の地価は、2023年（令和5年）7月1日の公示地価によれば、東真土3-11-9の地点で13万3000円/m2となっている。

## 歴史
- 2002年（平成14年）2月4日 - 大字真土の一部から、東真土一丁目～東真土四丁目を住居表示実施。 （平塚市#地域も参照）

## 世帯数と人口
2023年（令和5年）9月1日現在（平塚市発表）の世帯数と人口は以下の通りである。
| 丁目         | 世帯数    | 人口    |
| ------------ | --------- | ------- |
| 東真土一丁目 | 664世帯   | 1,503人 |
| 東真土二丁目 | 793世帯   | 1,792人 |
| 東真土三丁目 | 558世帯   | 1,433人 |
| 東真土四丁目 | 555世帯   | 1,608人 |
| 計           | 2,570世帯 | 6,336人 |

### 人口の変遷
国勢調査による人口の推移。
| 年                 | 人口  |
| ------------------ | ----- |
| 2005年（平成17年） | 5,937 |
| 2010年（平成22年） | 6,035 |
| 2015年（平成27年） | 6,037 |
| 2020年（令和2年）  | 6,205 |

### 世帯数の変遷
国勢調査による世帯数の推移。
| 年                 | 世帯数 |
| ------------------ | ------ |
| 2005年（平成17年） | 2,154  |
| 2010年（平成22年） | 2,229  |
| 2015年（平成27年） | 2,288  |
| 2020年（令和2年）  | 2,400  |

## 学区
市立小・中学校に通う場合、学区は以下の通りとなる（2023年8月時点）。
| 丁目         | 番地    | 小学校             | 中学校             |
| ------------ | ------- | ------------------ | ------------------ |
| 東真土一丁目 | 全域    | 平塚市立真土小学校 | 平塚市立大野中学校 |
| 東真土二丁目 | 5～20番 | 平塚市立真土小学校 | 平塚市立大野中学校 |
| 東真土二丁目 | 1～4番  | 平塚市立大野小学校 | 平塚市立神明中学校 |
| 東真土三丁目 | 全域    | 平塚市立真土小学校 | 平塚市立大野中学校 |
| 東真土四丁目 | 全域    | 平塚市立真土小学校 | 平塚市立大野中学校 |

## 事業所
2021年（令和3年）現在の経済センサス調査による事業所数と従業員数は以下の通りである。
| 丁目         | 事業所数  | 従業員数 |
| ------------ | --------- | -------- |
| 東真土一丁目 | 40事業所  | 481人    |
| 東真土二丁目 | 60事業所  | 454人    |
| 東真土三丁目 | 27事業所  | 115人    |
| 東真土四丁目 | 38事業所  | 461人    |
| 計           | 165事業所 | 1,511人  |

### 事業者数の変遷
経済センサスによる事業所数の推移。
| 年                 | 事業者数 |
| ------------------ | -------- |
| 2016年（平成28年） | 165      |
| 2021年（令和3年）  | 165      |

### 従業員数の変遷
経済センサスによる従業員数の推移。
| 年                 | 従業員数 |
| ------------------ | -------- |
| 2016年（平成28年） | 1,545    |
| 2021年（令和3年）  | 1,511    |

## 周辺の交通
- 道路は、国道129号と神奈川県道44号伊勢原藤沢線が東真土二丁目交差点で接続し、いずれも当町には二丁目しか通らない。
- バス路線は、神奈川中央交通（神奈中バス）が当町を通る上記の国道を廻りながら、主に平塚駅北口発着を中心に運行している。鉄道路線として最寄りであるJR東日本東海道線の平塚駅までは距離があるため、当町から神奈中バスでの移動が可能である。この他、平塚市シャトルバスが当町内にも通っている。当町内に以下の停留所がある。
  - 東真土停留所（二丁目の国道129号沿い） - 平57・平60・平61・平62系統（全て神奈中バス平塚営業所）。いずれも平塚駅北口を発着する。平57については本数は僅かだが、国道を経由し小田急小田原線の本厚木駅方面へ向かっている。
  - 真土停留所・大野農協前停留所（共に一丁目） - 平塚市シャトルバスの神田ルート経由で大神～市民病院前間を結ぶが、運行本数が往路は平日午前2本、復路は平日午後1本のみである。

## 教育
- 平塚市立大野小学校（二丁目） - ただし同校への通学区域では当町からは二丁目の1番～4番のみで、それ以外の各丁は全て市立真土小学校（西真土四丁目）への通学区域である[15]。

## 周辺の施設

### 1丁目
- セブンイレブン 東真土1丁目店
- クリエイトS・D 平塚真土店
- アール元気 真土店
- 平塚警察署真土駐在所

### 2丁目
- 吉野獣医科医院
- はる伊藤動物病院
- 南海部品 平塚店
- 湘南マツダ 平塚店
- かめや釣具 平塚店
- 平塚市消防団第十分団
- 大野公民館
- 焼肉いちばん 平塚四之宮店

### 3丁目
- 真土神社

### 4丁目
- 円隆寺
- 諏訪神社
- ディリーヤマザキ 平塚真土店
- くらた病院
- しんど訪問看護ステーション
- えいじんクリニック
- とうじょう小児科
- 菊地内科クリニック
- イトーデンタルクリニック
- メディスンショップ 湘南平塚真土薬局
- 東銀座薬局 真土支店
- さくら薬局 平塚真土店

## その他

### 日本郵便
- 郵便番号 : 254-0018[3]（集配局 : 平塚郵便局[16]）。